# Ricardo Rosset

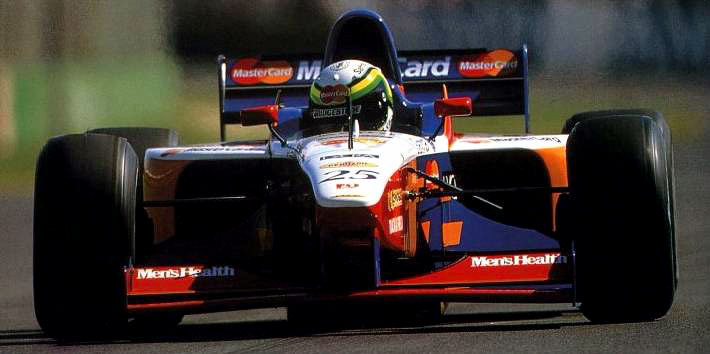
Ricardo Rosset

Ricardo Rosset, född 27 juli 1968 i São Paulo, är en brasiliansk racerförare.
Rosset bor i Cambridge i England. 

## Racingkarriär
Rosset vann ett lopp i Brittiska F3-mästerskapet 1993 och flyttade 1995 upp till formel 3000. Det året kom han tvåa i mästerskapet bakom stallkamraten Vincenzo Sospiri.
1996 gjorde Rosset debut i formel 1 då han fick en förarplats i Arrows-stallet (Footwork), men hade svårt att matcha stallkamraten Jos Verstappen vad gällde fart. 1997 gick han till det nystartade Lola-stallet, men i säsongsöppningen i Australiens Grand Prix var stallkamraten Sospiri en dryg sekund snabbare än Rosset, men ingen av Lola-förarna kvalificerade sig till loppet.
Lolas huvudsponsor, MasterCard, sade upp allt samarbete med stallet efter den bedrövliga uppvisningen i Australien, vilket medförde att Lola gick i konkurs. Rosset var därmed utan förarplats och fick ingen ny sådan förrän Tyrrell hörde av sig inför den följande säsongen.
Säsongen 1998 blev inte heller lyckad för Rosset, vilken mer eller mindre förstörde hans rykte som racerförare. Efter säsongen övergick Tyrrell i British American Racing och Rosset försvann från motorsporten. Istället koncentrerade han sig på att försöka bygga upp en egen sportbutik i Brasilien.

## F1-karriär
| Säsong | Stall/Tillverkare      | Poäng | Placering |
| ------ | ---------------------- | ----- | --------- |
| 1996   | Arrows (Footwork-Hart) | 0     | –         |
| 1997   | Lola-Ford              | 0     | –         |
| 1998   | Tyrrell-Ford           | 0     | –         |